# ساوند كلاود
ساوند كلاود هو موقع ويب للموسيقى والصوتيات يمكن لأي شخص من خلاله إنشاء الأصوات ومشاركتها. يتيح ساوند كلاود تسجيل الأصوات وتحميلها بسهولة، ومشاركة الصوت في إطار خاص مع أصدقائهم أو بشكل عام على المدونات ومواقع الويب والشبكات الاجتماعية، يزور الموقع حوالي 175 مليون شخص كل شهر، كما انه متوفر كتطبيق للهواتف الذكية.

## وصلات خارجية
- الموقع الرسمي